# Părău
Părău [pɘˈrɘu] (veraltet Părâu; deutsch Berau oder Mikesdorf, ungarisch Páró auch Mikófalva) ist eine Gemeinde im Kreis Brașov in der Region Siebenbürgen in Rumänien.
Der Ort Părău ist auch unter der deutschen Bezeichnung Mikesdorf und der ungarischen Paró bekannt.

## Geographische Lage

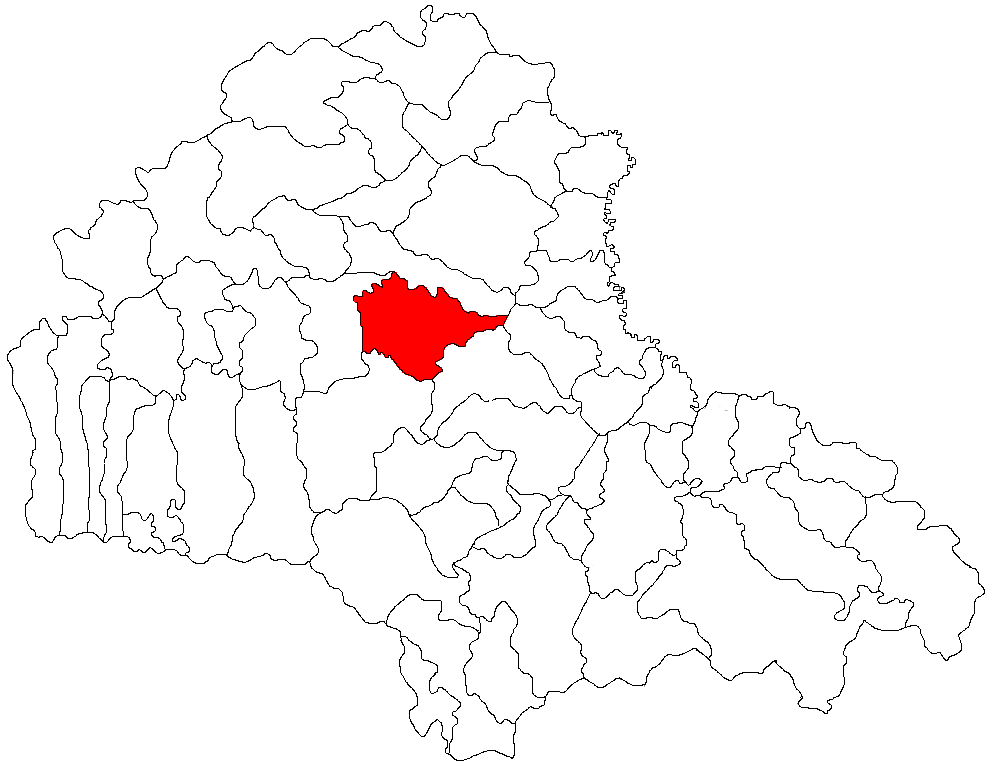
Lage der Gemeinde Părău im Kreis Brașov

Die Gemeinde Părău liegt südöstlich des Siebenbürgischen Beckens, nördlich der Fogarascher Berge (Munții Făgăraș) und östlich des Perșani-Gebirges (Munții Perșani) an der Mündung des gleichnamigen Baches in den Olt (Alt). An der Nationalstraße (drum național) DN1S liegt der Ort Părău 19 Kilometer östlich von der Stadt Făgăraș (Fogarasch), die Kreishauptstadt Brașov (Kronstadt) befindet sich etwa 60 Kilometer südöstlich entfernt.

## Geschichte
Der Ort Părău wurde nach unterschiedlichen Angaben 1293, 1471. oder 1527 erstmals urkundlich erwähnt.
Im Königreich Ungarn lag die heutige Gemeinde zum Teil im Stuhlbezirk Fogaras (heute Făgăraș) und zum Teil im Stuhlbezirk Sárkány (heute Șercaia) beide im historischen Komitat Fogaras. Anschließend gehörten die Orte der Gemeinde dem Verwaltungsgebiet des Kreises Făgăraș, und ab 1950 dem heutigen Kreis Brașov an.

## Bevölkerung
Bei der Volkszählung 1850 wurden in der Gemeinde Părău 4.019 Menschen gezählt. In der von überwiegend rumänischer Bevölkerung lebenden Gemeinde, wurde die höchste Einwohnerzahl (4.662) und auch gleichzeitig die der Rumänen (4.620) 1920 registriert. Die höchste Einwohnerzahl der Roma (247) wurde 1977 und die der Magyaren (46) wurden 1956 ermittelt. Des Weiteren wurden auch Rumäniendeutsche und Slowake registriert. 2011 lebten in der Gemeinde 1.874 Menschen. 1.635 waren Rumänen, 144 Roma, fünf waren Magyaren, ein oder zwei Rumäniendeutsche und restliche machten keine Angaben zu ihrer Ethnie.

## Sehenswürdigkeiten
- Die rumänisch-orthodoxe Kirchen in den eingemeindeten Dörfern Veneția de Sus Cuvioasa Paraschiva (1778 errichtet und 1830 erneuert)[9] und in Veneția de Jos die Adormirea Maicii Domnului (1790 bis 1818 errichtet)[10] stehen unter Denkmalschutz.[11]
- Laut Samuil Micu wurde in Veneția de Jos am Haus des Dekans Mone Ionaș eine Inschrift mit dem Text: Vixit Gregorius primus Venetus anno domini 1185 gefunden, die aber in das Mittelalter datiert wird.[12] Im gleichen Ort wird das ehemalige Rathaus unter Denkmalschutz bewahrt.[11]